# Bécsi főegyházmegye
A Bécsi főegyházmegye (németül: Erzdiözese Wien, latinul: Archidioecesis Viennensis sive Vindobonensis) római katolikus egyházmegye Ausztriában. A Bécsi egyháztartományhoz tartozik.
Székesegyháza a bécsi Szent István-székesegyház (Stephansdom).

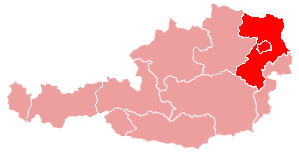
A Bécsi főegyházmegye elhelyezkedése Ausztriában

## Történelem
A mai Bécsi főegyházmegye területe eredetileg a 739-ben alapított passaui püspökséghez tartozott, néhány plébánia kivételével Alsó-Ausztria déli részén melyek a salzburgi püspökséghez. VI. Lipót osztrák herceg ugyan megpróbált a 13. század elején püspökséget létrehozni Bécsben, ám ez irányú törekvései a passaui püspökök ellenállásán megbuktak.
Csak III. Frigyes német-római császárnak sikerült elérnie, hogy II. Pál pápa In supremae dignitatis specula kezdetű bullájával megalapítsa a bécsi és a bécsújhelyi püspökségeket. Előbbi területe csak Bécs környékére terjedt ki, délen Mödlingig bezárólag. 1631-ben II. Ferdinánd az akkori püspöknek és utódainak birodalmi hercegi címet adományozott, akik így 1918-ig hercegérsekként címezhették magukat.
1722-ben, Kollonich Zsigmond püspöksége idején XIII. Ince pápa érsekség rangjára emelte, és 1729-ben területe jelentősen bővült a Passaui püspökség rovására. II. József beavatkozása nyomán 1784-ben újabb területeket nyert a Passaui egyházmegyétől Bécstől északra, valamint öt plébániát a Győri egyházmegyétől. 1785-ben a Bécsújhelyi egyházmegyét feloszlatták és területét a Bécsi főegyházmegyéhez csatolták.

## Szervezet

### Az egyházmegyében szolgálatot teljesítő püspökök
- Christoph Schönborn érsek
  - Franz Scharl segédpüspök
  - Stephan Turnovszky segédpüspök
  - Helmut Krätzl nyugalmazott segédpüspök

## Szomszédos egyházmegyék
- Graz-Seckaui egyházmegye (délnyugat)
- Sankt Pölten-i egyházmegye (nyugat)
- Brnói egyházmegye (észak)
- Nagyszombati főegyházmegye (északkelet)
- Pozsonyi főegyházmegye (délkelet)
- Kismartoni egyházmegye (dél)

## Szuffragán egyházmegyék
- Kismartoni egyházmegye
- Linzi egyházmegye
- Sankt Pölten-i egyházmegye

## Fordítás
- Ez a szócikk részben vagy egészben az Erzdiözese Wien című német Wikipédia-szócikk ezen változatának fordításán alapul.  Az eredeti cikk szerkesztőit annak laptörténete sorolja fel. Ez a jelzés csupán a megfogalmazás eredetét és a szerzői jogokat jelzi, nem szolgál a cikkben szereplő információk forrásmegjelöléseként.